# ドラキュラハンター
『ドラキュラハンター』(Dracula Hunter)は1980年に発表されたアーケードゲームで、アクションゲームとシューティングゲーム両方の性質を持つ。発売したテクノン工業はマイナーなメーカーだったが、ゲーム内容が細かく作られていたこと、また当時人気のゲーム漫画『ゲームセンターあらし』で描かれたことや、時を経てレアなゲームとして紹介された。
当記事ではメーカーであるテクノン工業と、同社が発売したアーケードテレビゲームも解説する。

## 内容
本作は、プレイヤーキャラクターである牧師が十字架を投げて、敵（ドラキュラ）を全滅させる内容である。十字架の飛ぶ方向がただの直線でなく、ブーメランのように飛んで戻ってくる。最序盤において、メインとなる敵のレッドドラキュラの出現数は3体出てくる程度だが、ステージが進むにつれ増えていく。また、ステージ内には通行人がうろついており、レッドドラキュラと接触すると食いつかれ、しばらくするとピンクまたはイエロードラキュラとなる（色以外はレッドと同じ外見）。またドラキュラ城の門からは時々コウモリが現れ、牧師と横座標が会うと急降下して来る。コウモリｗ撃ち落せばミステリーポイントで、牧師とコウモリの距離が接近していれば高得点。最高得点1000点が出ると全てのドラキュラが一定時間シビレ状態となり、攻めて来ない。
敵を全て倒すと一面クリアになり、画面上部中央のドラキュラ城の門が開いている時に十字架を打ち込んで敵を全滅させる方法もある。クリアするとドラキュラ城が炎上し、コウモリが面クリア時のボーナス点を表示。7面クリアごとに現れるステージでは、敵が全てコウモリとなる。これをクリアすると画面全体が血でしたたり、『ギャラクシーウォーズ』のようにプレイヤーを称えるメッセージが出る。
牧師が敵に触れるとミスとなり、ドラキュラが画面下部にある教会で眠る美女に触れるとゲームオーバーとなる。ゲームオーバーになると「アーメン」（海外版では "BYE!"）の文字と共に美女が昇天して行く。一面もクリアできずにゲームオーバーになると、特別サービスとしてクレジットが一回入る。ただし再度一面でゲームオーバーになっても、クレジットは入らない。

## 書籍資料
筐体写真、画面写真、フライヤー（チラシ）など、同ゲームの情報が確認できるものも比較的多く、たとえば以下が挙げられる。
- 『ゲームセンターあらし』テレビゲームを題材にした漫画としては萌芽期にあたる、この漫画で紹介されたことで一躍有名になった。作者のすがやみつるは作品を描くにあたり、実際にそのゲームで遊んでみて、面白さを確認してから作中に登場させたと語っている。アニメでは第10話「生きかえったドラキュラ」に登場。アニメでは背景が水色になるなど、ゲームと異なる脚色が行われているが、これは同ゲームや同アニメ固有の特徴でなく、当時アニメに登場するテレビゲームでは、このような原典と異なる表現は珍しくなかった。

- 「週刊ファミコン通信」（ファミ通）連載「アーケードゲーム・マニアックス」（執筆 渋谷洋一、ほか）1989年12月22日号・第7回「今は亡きテクノン工業」
- 「BEEP!メガドライブ」連載「バイナリ・アナリシス」（執筆 渋谷洋一）1993年4月号・第13回
- 「マイコンBASICマガジン」連載「アーケードゲームグラフィティ」（執筆 見城こうじ）1994年5月号・第3回「1979年 ポスト・インベーダーを夢見たゲームたち」
- 「ザ・ベストゲーム」（新声社）中古アーケードゲーム基板を最低10枚は見たというライターの証言が掲載されている。
- 「アーケードTVゲームリスト 国内・海外編 (1971-2005)」（アミューズメント通信社）
- また稼動以前に業界誌にて、見開き広告を半年に渡って載せていた。この広告にはポスト『インベーダー』、更にはポスト『ギャラクシアン』を意識する一文も書かれている。

## 映像資料
- 「カルトQ」において「コンピューターゲーム2」のオープニング映像で本ゲームが使われている。これは、当時浅草で営業していた「ゲーム博物館」で稼動中の実機から撮影したものである。

## 中古基板
- 中古アーケードゲーム基板市場にも、多数の基板が比較的高額で出回っていたとされ、渋谷で運営していた基板屋「タイムマシン」では15万円で売り出されていた記録がある。
- ゲーム評論家として有名だった渋谷洋一は「自分にとって世界一大事なものは、同ゲームの基板だ」と語っている。「ファミ通」で連載されていた鈴木みその漫画『あんたっちゃぶる』の中で、「ドラキュラハンターの基板は少ないから言い値で30万円 40万円 50万…」といった台詞があり、基板の相場に影響を与えたとされる。
- 海外版も存在しており、1995年当時、基板の相場が50万円前後といわれた国内版に比べて10～20万の相場で取引されていた。
- メッセサンオーでは販売基板を筐体に入れて遊べるようにしており、『ドラキュラハンター』も稼動していた時期があった。ただし現在は同店自体が中古基板業から撤退している。

- 近年ではヤフオクや中古基板店でも出品されたり販売される事は極めて少なく、基板の入手は難しくなっている。2018年5月にオークションに出品されたものは純正のインストラクションカード・コントロールパネル付きであったが、最終的に270万円以上で落札された。[2]

## テクノン工業
ゲームのフライヤーによれば、ドラキュラハンターを出した時点では東京都千代田区麹町1丁目7-12館2Fに本社があった。発売されたゲームについては以下のタイトルが確認されているが、「月刊アルカディア」には全5作リリースという証言も載せられている。1980年5月21日に大阪の東洋ホテルで開かれた新作展示会にて、社長の斎藤保は「昨年秋からの業界参入」と語っている。
フリッパー7（1978年）
「サンデー毎日」1978年11月5日の広告記事によると、アタリが開発・発売していた VideoPinball の LSI を輸入し、同チップを採用したアーケードゲーム。
ビームインベーダー（1979年）
『スペースインベーダー』がヒットした際、国内の殆どのメーカーが発売した亜流の一つ。主な特徴としては
- システム基板がタイトーと全く異なる（これはむしろ後世に大手となるメーカーの方がタイトーのコピーを多用し、零細メーカーは独自に作った所が多かった）
- 画面表示が白黒。
- キャラデザインが微妙にタイトーと異なる。
- 文字表示がカタカナ。
- 砲台はレバーでなくパドルコントローラで操作する。

ドラキュラハンター（1980年1月）
- 第17回アミューズメントマシンショーに、株式会社キューゴより出展。
- 「月刊アルカディア」の記事によれば、流通を実績の無かった当時のテーカン（テクモ）に頼ったために流通量が少なく、しかも当時としては高額で殆ど使われていなかった、カスタムICを採用していたという。
- インストラクションカードは、テーブル筐体の場合画面の左右に掲示されることが多いが、同ゲームは手前に掲示されている。

トロピカルダイブ（1980年5月）
『ドラキュラハンター』に次ぐ作品。内容はダイバーを上下左右に動かし、海中の生物を撃って行くというもの。筐体もサウンドも『ドラキュラハンター』から流用されている。
同社は『トロピカルダイブ』の発売を最後に、倒産もしくは消滅したとされている。